# Стърлинг Мос
Стърлинг Мос (на английски: Stirling Moss) е пилот от Формула 1.
Роден е на 17 септември 1929 година в Западен Кенсингтън — Лондон, Англия.
Един от най-популярните британски пилоти в историята.
Обявен за джентълмен №1 на пистата.
През 1955 година, Мос става първият британец спечелил домашното Гран При.
Мос е известен като най-добрия пилот, който не е печелил титла. Има 4 вицешампионски отличия.
Стърлинг е спечелил 194 от 466 старта в кариерата си, включително 16 победи във Формула 1.
През 1962 година катострофира тежко, получавайки много сериозни травми. Опитва се да се върне във Формула 1, но не успява и прекратява кариерата си.